# Malou Pheninckx
Malou Pheninckx est une joueuse néerlandaise de hockey sur gazon née le 24 juillet 1991 à Oosterhout. Elle a remporté avec l'équipe des Pays-Bas la médaille d'or du tournoi féminin aux Jeux olympiques d'été de 2020 à Tokyo.